# Myoxocephalus thompsonii
Myoxocephalus thompsonii är en fiskart som först beskrevs av Girard, 1851.  Myoxocephalus thompsonii ingår i släktet Myoxocephalus och familjen simpor. Inga underarter finns listade i Catalogue of Life.